# Aradophagus
Aradophagus é um género de vespas pertencentes à família Platygastridae.
O género tem uma distribuição quase cosmopolita.
Espécies:
- Aradophagus brunneus (Masner & Huggert, 1979)
- Aradophagus diazi Garcia & Masner, 1994
- Aradophagus fasciatus Ashmead, 1893
- Aradophagus microps Masner & Huggert, 1979
- Aradophagus nicolai Mineo & Caleca, 1992
- Aradophagus pulchricornis Masner & Huggert, 1979
- Aradophagus pulchricorpus (Dodd, 1915)
- Aradophagus pulchripennis (Dodd, 1914)
- Aradophagus sarotes (Masner & Huggert, 1979)
- Aradophagus squamosus (Dodd, 1926)
- Aradophagus trjapitzini (Masner & Huggert, 1979)